# Bất biến (toán)
Khi làm việc trên một phạm trù, một bài toán cơ bản đặt ra là phân loại các vật trong phạm trù đó. Việc phân loại này dựa trên khái niệm đẳng cấu (isomorphism) giữa hai vật: Hai vật được coi là như nhau nếu tồn tại một đẳng cấu giữa chúng. Vậy cho hai vật bất kì, làm thế nào để biết chúng có đẳng cấu hay không ? Đây là một câu hỏi rất khó. Người ta tìm cách làm mềm chúng dựa trên khái niệm bất biến.

## Định nghĩa
Một tính chất P của một vật A trong phạm trù C gọi là bất biến nếu như mọi vật đẳng cấu với nó đều có tính chất P.
Như vậy, khi phân loại các vật, nếu vật A có tính chất P còn vật B không có tính chất P ta biết ngay vật B không cùng kiểu với vật A. Việc tìm và nghiên cứu các bất biến trong một phạm trù cụ thể là một việc làm rất cơ bản trong toán học.

## Ví dụ
- Trong phạm trù các tập, tính đếm được là một bất biến.
- Trong phạm trù các không gian vectơ, tính hữu hạn chiều là một bất biến.
- Trong phạm trù Top, các khái niệm compact, liên thông, Hausdorff, khả ly, nhóm đồng điều... là các bất biến.
- Trong phạm trù các đa tạp khả vi, nhóm đối đồng điều De Rham là một bất biến ngay cả khi ta xem các cấu xạ là các ánh xạ liên tục (dĩ nhiên nó là bất biến khi coi các cấu xạ là các ánh xạ trơn).